# Комашник мухоносний

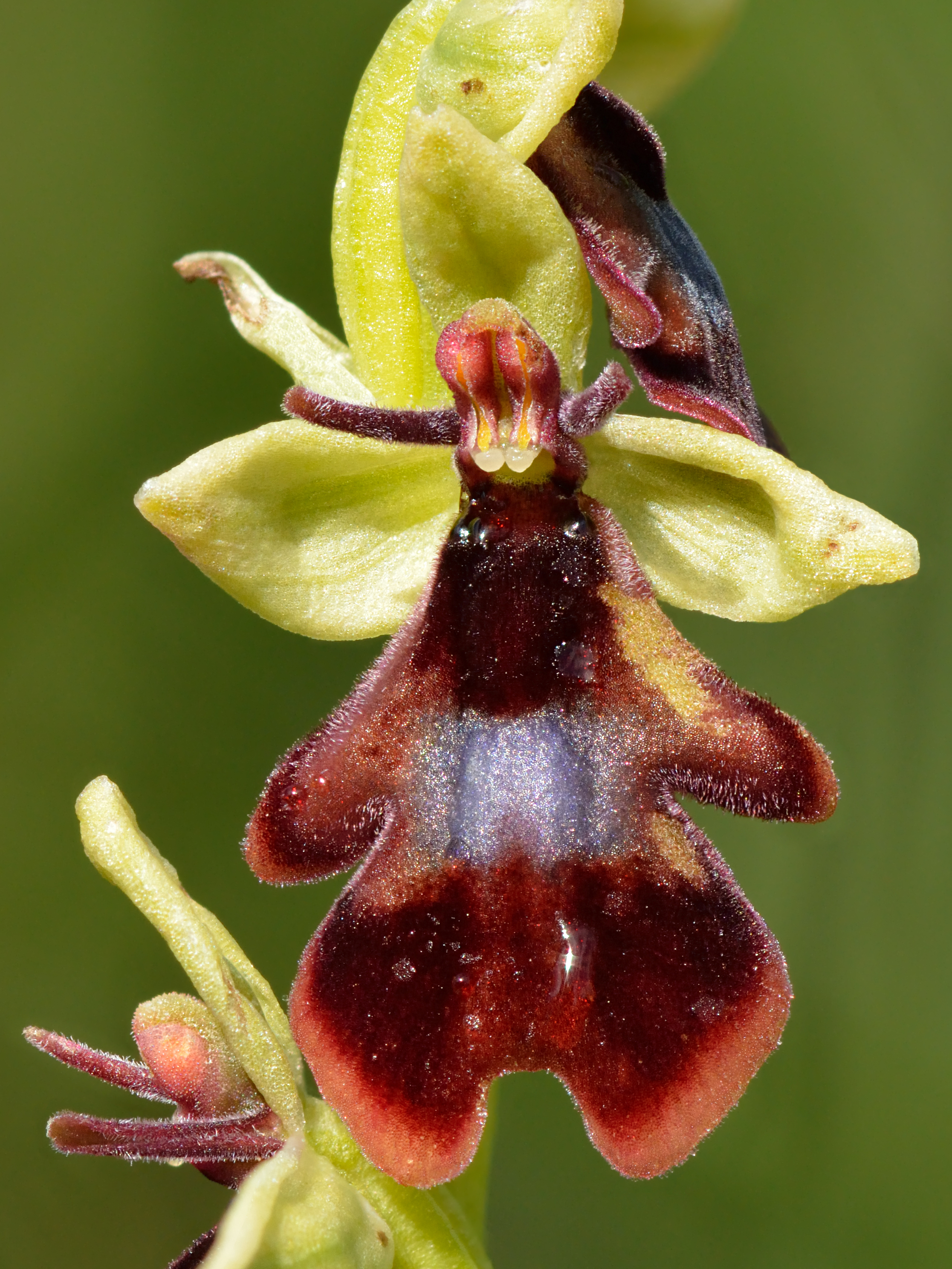
Квітка комашника мухоносного

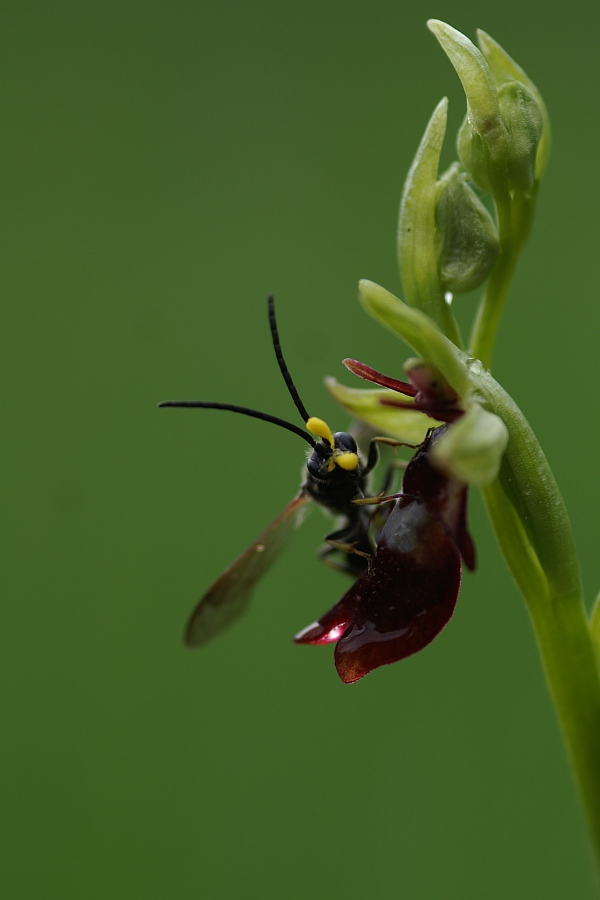
Комашник мухоносний в процесі запилення

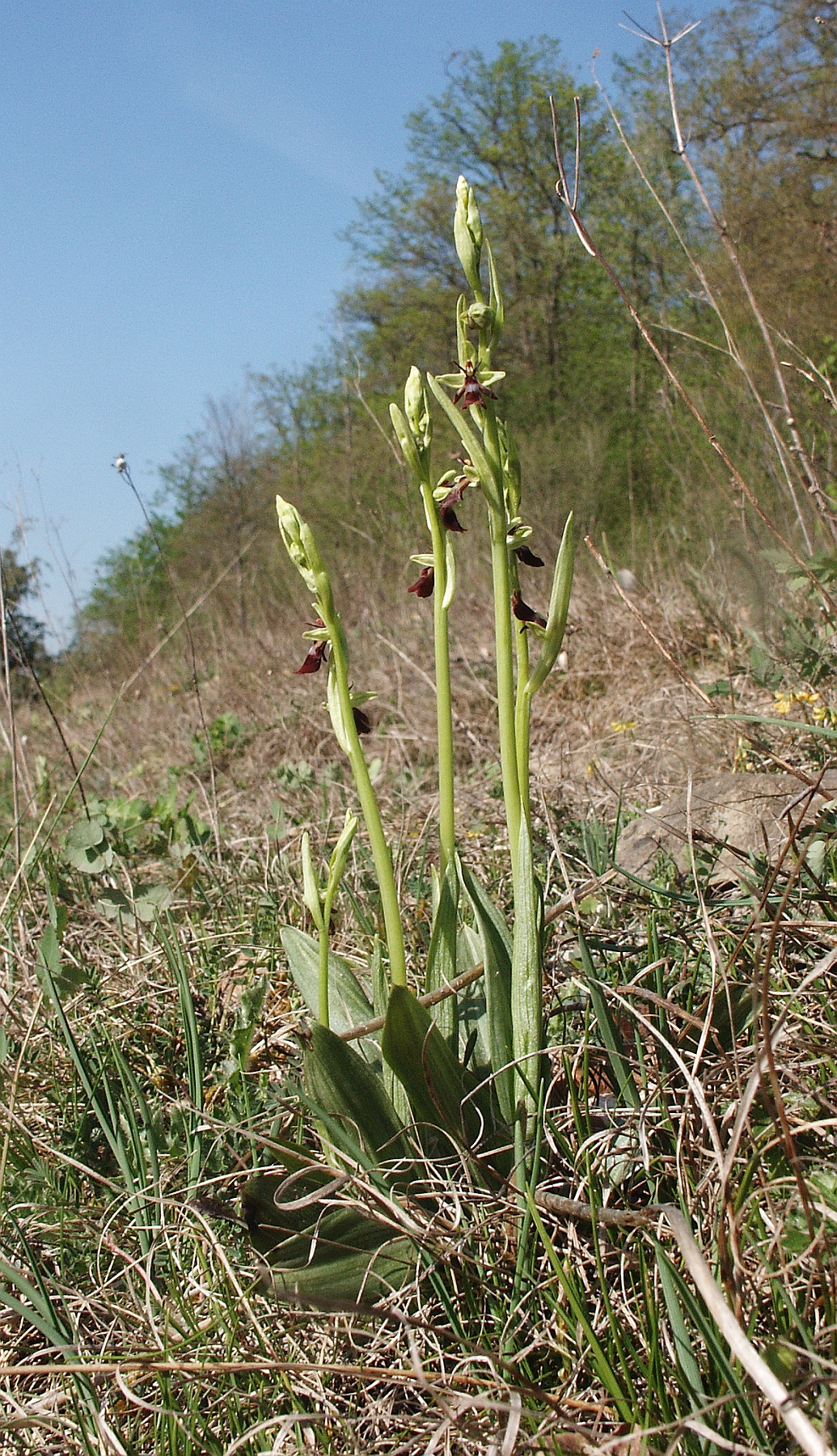
Комашник мухоносний у Тауберленді, Німеччина

Комашник мухоносний, офрис комахоносна (Ophrys insectifera L., 1753) — рослина з родини зозулинцевих, або орхідних (Orchidaceae).

## Загальна біоморфологічна характеристика
Геофіт. Бульби кулясті або еліптичні, рослини 20-35 см заввишки, у нижній частині з 2-3 листками. Листки довгасто-ланцетні або довгасті, гострі або тупуваті, сизувато-зелені; верхній обгорнений довкола стебла у вигляді піхви. Колос з 2-10 (рідко з більшою кількістю) квіток, рідкий; приквітки трав'яні, лінійно-ланцетні, загострені, нижні довші від квітки, верхні однакової довжини із зав'яззю. Зовнішні листочки оцвітини довгасто-яйцеподібні, світо-зелені, з трьома жилками; верхній — увігнутий; внутрішні бокові значно коротші, лінійні, з відігнутими назад краями, з однією жилкою, дрібно-запушені, червоно-бурі. Губа довгасто-оберненояйцеподібна, трилопатева, з двома маленькими боковими лопатями й середньою більшою, на кінці виїмчастою лопаттю, пурпурово-бура, оксамитова, з квадратною голубуватою голою плямою посередині.
Цвіте в червні, плодоносить у серпні. Розмножується насінням.

## Поширення
Скандинавія, Західна та Атлантична Європа, західна частина Східної Європи, Балкани.
В Україні був відомий з чотирьох місцезростань на Розточчі й Опіллі, траплявся зрідка на Північному Поділлі, у Прикарпатті (Ґорґани), Зовнішніх Карпатах, наводиться для Закарпатської та Чернівецької (Прикарпаття) областей. Крім локалітету на Опіллі, усі решта відомі лише за літературними даними. Адміністративні регіони: Львівська область, Івано-Франківська область, Тернопільська область, Закарпатська область, Чернівецька область.

## Місця зростання
Світлі ліси, узлісся, вогкуваті луки на схилах на карбонатному підґрунті. Здебільшого в угрупованнях, зі значною участю термофільних лучних і лучно-степових елементів. Угруповання кл. Molinio-Arrhenatheretea, Trifolio-Geranietea. Мезофіт, факультативний кальцефіл.

## Чисельність в Україні
На сьогодні невідома. Протягом останніх майже 100 років рослин не знаходили у відомих оселищах, можливо, вони зникли.

## Причини зміни чисельності
Зміни режиму територій, випасання худоби, випалювання, можливо — зміни стану популяцій комах — консортів.

## Природоохоронний статус
Зникаючий.

## Заходи охорони
Занесено до Додатку II CITES. Один з відомих локалітетів розташований на території пам'ятки природи місцевого значення «Чортова гора» в Івано-Франківській області. Решта локалітетів, для яких наводився вид, розташовані поза природоохоронними територіями.
Необхідні подальші ретельні пошуки виду в природних оселищах. Заборонено збирання рослин, порушення умов виростання, терасування, заліснення схилів, проведення інтенсивного випасання худоби.

## Наукове значення
Реліктовий європейсько-середземноморський вид в ізольованих локалітетах на східній межі ареалу.